# Beppe Gabbiani
Giuseppe "Beppe" Gabbiani (Piacenza, 2 de enero de 1957) es un expiloto de automovilismo italiano. Disputó 17 Grandes Premios de Fórmula 1, sin terminar ninguna carrera.

## Carrera
Nacido en Piacenza en 1957, italiano comenzó su carrera en el deporte de motor con el karting, ganando títulos nacionales, continentales y mundiales.
Su debut en monoplazas se produjo poco después en Fórmula Italia. En 1977 compitió en Fórmula 3 Europea y logró tres victorias; finalizó en la cuarta posición final. Al año siguiente ascendió el Campeonato de Fórmula 2 de Europa, dentro del equipo Trivellato Racing, con Giacomo Agostini de compañero.
A fines de ese año, el piloto de Surtees Vittorio Brambilla se accidentó y no pudo ser parte de las últimas dos competencias de Fórmula 1. Debido a esto, el equipo citó a Gabbiani en su reemplazo, pero no pasó de la clasificación de ambos GGPP.
Siguió dos años más en F2, donde subió al podio en tres oportunidades. Comenzó a competir en carreras de resistencia en 1981, siendo parte de las 24 Horas de Le Mans con Emanuele Pirro en el Martini Racing. Ese mismo año fue contratado por Enzo Osella para disputar toda la temporada de Fórmula 1 con su equipo. Pudo clasificar a la carrera en tres oportunidades: en Estados Unidos oeste tuvo un accidente y en Bélgica y San Marino abandonó por problemas del monoplaza.
Volvió a Fórmula 2 con Onyx Racing; terminó quinto en 1982 y tercero en 1983 con cuatro carreras ganadas.
Hasta su retiro en 2006, Beppe siguió en la resistencia en campeonatos internacionales; con cuatro participaciones más en Le Mans, sin grandes resultados.

## Resultados

### Fórmula 1
(Clave) (negrita indica pole position) (cursiva indica vuelta rápida)

| Año         | Escudería            | 1       | 2       | 3       | 4       | 5       | 6       | 7       | 8       | 9       | 10      | 11      | 12      | 13      | 14      | 15      | 16      | Pos. | Puntos |
| ----------- | -------------------- | ------- | ------- | ------- | ------- | ------- | ------- | ------- | ------- | ------- | ------- | ------- | ------- | ------- | ------- | ------- | ------- | ---- | ------ |
| 1978        | Team Surtees         | ARG     | BRA     | RSA     | USW     | MON     | BEL     | ESP     | SWE     | FRA     | GBR     | GER     | AUT     | NED     | ITA     | USA DNQ | CAN DNQ | NC   | 0      |
| 1981        | Osella Squadra Corse | USW Ret | BRA DNQ | ARG DNQ | SMR Ret | BEL Ret | MON DNQ | ESP DNQ | FRA DNQ | GBR DNQ | GER DNQ | AUT DNQ | NED DNQ | ITA DNQ | CAN DNQ | LVG DNQ |         | NC   | 0      |
| Referencia: |                      |         |         |         |         |         |         |         |         |         |         |         |         |         |         |         |         |      |        |